# Saint-Aubin-de-Crétot
Saint-Aubin-de-Crétot ist eine französische Gemeinde mit 518 Einwohnern (Stand: 1. Januar 2022) im Département Seine-Maritime in der Region Normandie. Die Gemeinde gehört zum Arrondissement Rouen und zum Kanton Port-Jérôme-sur-Seine (bis 2015: Kanton Caudebec-en-Caux). Die Einwohner werden Saint-Aubinois genannt.

## Geografie
Saint-Aubin-de-Crétot ist eine Landgemeinde im Pays de Caux und liegt etwa 32 Kilometer ostnordöstlich von Le Havre. Umgeben wird Saint-Aubin-de-Crétot von den Nachbargemeinden Allouville-Bellefosse im Norden und Nordosten, Bois-Himont im Nordosten, Saint-Gilles-de-Crétot im Süden und Osten, Saint-Nicolas-de-la-Haie im Süden und Südwesten sowie Trouville im Westen und Nordwesten.
| Bevölkerungsentwicklung   | Bevölkerungsentwicklung | Bevölkerungsentwicklung | Bevölkerungsentwicklung | Bevölkerungsentwicklung | Bevölkerungsentwicklung | Bevölkerungsentwicklung | Bevölkerungsentwicklung | Bevölkerungsentwicklung |
| ------------------------- | ----------------------- | ----------------------- | ----------------------- | ----------------------- | ----------------------- | ----------------------- | ----------------------- | ----------------------- |
| Jahr                      | 1962                    | 1968                    | 1975                    | 1982                    | 1990                    | 1999                    | 2006                    | 2013                    |
| Einwohner                 | 229                     | 209                     | 211                     | 374                     | 465                     | 474                     | 511                     | 575                     |
| Quelle: Cassini und INSEE |                         |                         |                         |                         |                         |                         |                         |                         |

## Sehenswürdigkeiten
- Kirche Saint-Aubin aus dem 12. Jahrhundert, seit 1926 Monument historique
- Schloss Saint-Aubin-de-Crétot aus dem 17. Jahrhundert

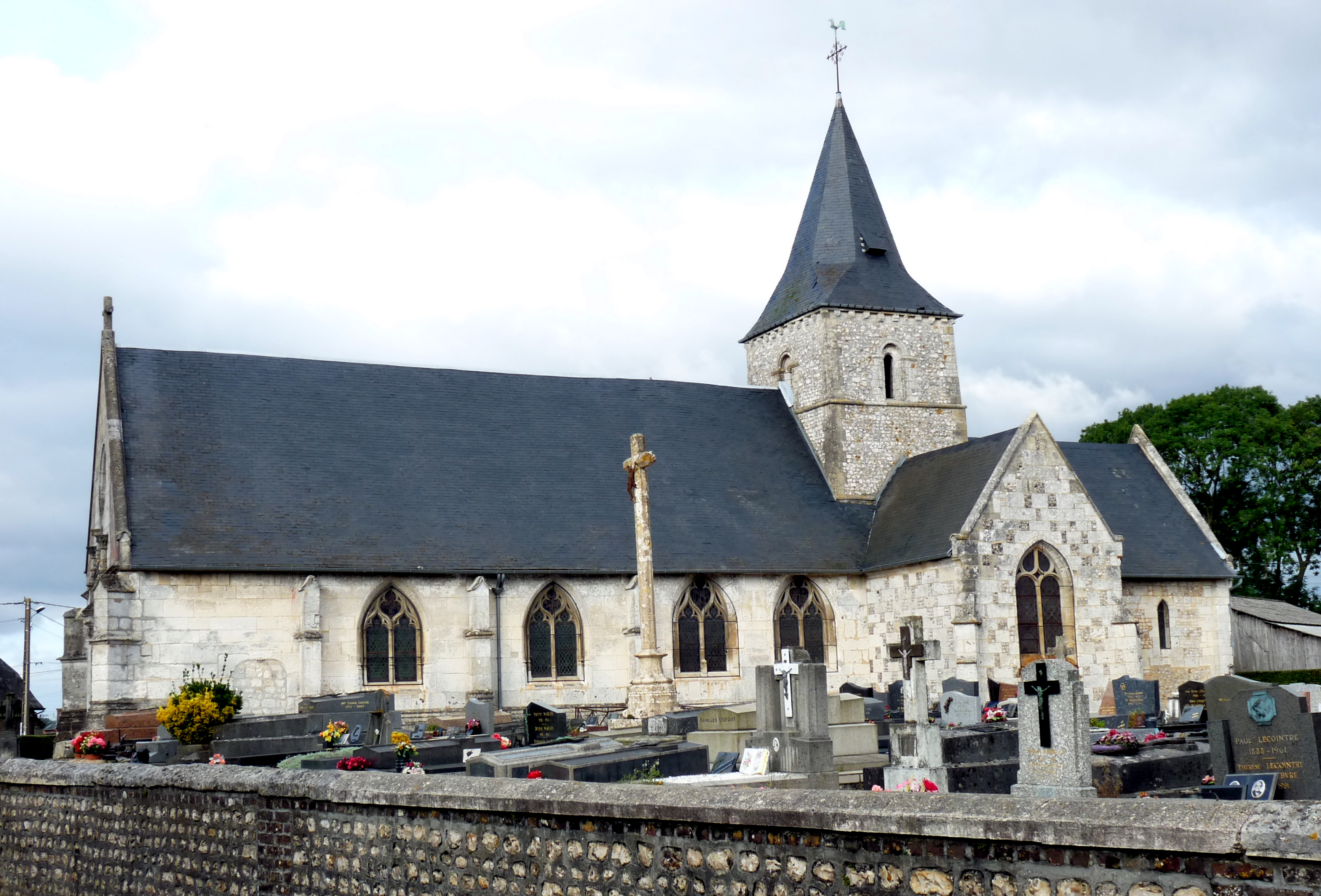
Kirche Saint-Aubin